# 永井響
永井 響（ながい きょう、1991年8月3日 - ）は、日本の俳優。長崎県五島列島出身。
かつてはjungleに所属。特技は素潜り、バスケットボール、サーフィン。

## 出演

### 映画
- 神さまの言うとおり（三池崇史監督、2014年）
- 図書館戦争 THE LAST MISSION（佐藤信介監督、2015年）
- 父帰る（佐藤雅彦監督、2015年）
- ディアー ユース、（倉本雷太監督、2016年）
- あやしい彼女（水田伸生監督、2016年）
- なけもしないくせに（井上真行監督、2016年）
- After Hours（準主役 小林達夫監督、2016年）
- SCOOP!（大根仁監督、2016年）
- くも漫。（小林稔昌監督、2017年）

### テレビドラマ
- ワカコ酒（2015年、テレビ東京） - 白石 役
  - ワカコ酒 Season2（2016年）
  - ワカコ酒 Season3（2017年）
- REPLAY & DESTROY（2015年、TBS）
- こえ恋（2016年、テレビ東京） - 松原くん（アクター）役
- 連続テレビ小説 舞いあがれ! 第16回 -（2022年、NHK） - 山口邦彦 役 / 五島ことば指導[3]

### テレビアニメ
- 東京ミュウミュウ にゅ〜♡（2023年、剣道部員）

### CM
- ジョンソン・エンド・ジョンソン
- 日本経済新聞 電子版「未来を動かす、その意志に。男性」篇
- 日清 カップヌードル「SURVIVE！リア獣との闘い」篇
- 大正製薬 リポビタンフィール「元気な明日ください」篇
- フォルクスワーゲン「up! 久保田利伸」篇
- 日本経済大学
- Delze
- トークライブアプリ755 AKB48「いくよ」篇
- SONY Xperia Z3 SOL26「ARフルスロットル」篇
- JRA『夢の第11レース』篇
- タウンワーク「エレベーター」篇
- docomo PREMIUM 4G「Get Speed」篇
- マクドナルド By McSWEETS「北海道ミルクパイ」篇
- JRA「a beautiful race」
- やよい軒「お肉大好き」篇

### 広告
- Schwarzkopf「OSiS+」
- リクルート
- なんばCITY